# Liste des plus anciens détenus de France
La liste des plus anciens détenus de France contient une quinzaine de criminels incarcérés en France pour des peines longues, entre trente et cinquante ans continus, ou bien deux peines longues séparées par un intervalle. On fait parfois référence à eux comme « oubliés » en prison.
Un détenu a dépassé 50 ans de détention continue (Maurice Gateaux), deux détenus ont cumulé plus de 50 ans en deux détentions distinctes (Bernard Pesquet, André Pauletto), et un détenu, Tommy Recco, a cumulé plus de 60 ans en deux détentions distinctes. La Française ayant été incarcérée pour la plus longue durée, Marie-Claire F., a cumulé 40 ans en deux condamnations séparées.

## Détentions longues en France
La France dispose de détentions longues selon les modalités suivantes :
- Peines à temps, la plus longue d'entre elles étant de 30 ans. Certains détenus libérés pourraient alterner délits et emprisonnements, leur faisant accumuler une longue durée derrière les barreaux.
- Des mesures de rétention de sûreté qui permettent de maintenir un ancien détenu en milieu contrôlé à l'issue de sa peine. Cette modalité rarement appliquée ne constitue pas une peine.
- La peine d'emprisonnement à perpétuité, qui concerne 500 condamnés en France en 2012, trois fois plus qu'au début des années 1980[1], 600 personnes en 2018 dont 10 femmes[2].
- L'emprisonnement à perpétuité incompressible, qui concerne quatre hommes en 2022.

Outre les détenus de la présente liste, d'autres condamnés se trouvent à différents stades d'exécution de peines longues :
- Les condamnés à la perpétuité incompressible, n'ayant que d'infimes chances de sortir de prison. Trois d'entre eux ont été arrêtés vers 25 ans d'âge.
- Les condamnés à des peines de perpétuité avec période de sûreté entre 23 ans et 30 ans peuvent demander une libération conditionnelle à la fin de la période de sûreté, mais les demandes peuvent être refusées successivement, comme dans le cas de plusieurs détenus de la présente liste.
- Certains condamnés à la perpétuité des années 1990, par exemple ceux des Attentats de 1995 (arrêtés depuis 29 ans, 8 mois et 27 jours).
- Le tueur en série Guy Georges, arrêté le 26 mars 1998 (27 ans, 4 mois et 5 jours) et condamné à perpétuité, et qui a déclaré à son procès qu'il ne demanderait pas à sortir de prison[3].

## Statistiques de la liste
Bien qu'il soit possible que des condamnés cumulent des peines à temps pour se retrouver avec une détention très longue, en pratique, tous les condamnés présents dans les listes ci-dessous ont reçu une condamnation à perpétuité.
Le contexte de la condamnation :
- Purgent (ou ont purgé) uniquement la peine de la première infraction les ayant conduit à la perpétuité : Serge Le Bon, Marcel Barbeault, Albert Pel, Georges Ibrahim Abdallah, Lucien Léger, Casanova Agamemnon, Michel Cardon, Jean-Luc Rivière, Milivoj Milosavljevic, Francis Heaulme, Didier Gentil, Lucien-Gilles de Vallière, Philippe Siauve et Thierry El Borgi ;
- Ont été libérés après une première condamnation avant de retourner en prison pour une seconde condamnation : Tommy Recco, Bernard Pesquet, Albert Millet, Michel Sydor (faisant partie des rares criminels à avoir été condamné deux fois différentes à la perpétuité[4]), André Pauletto, Casanova Agamemnon, Patrick Henry, Lionel Cardon, Willy Van Coppernolle, Philippe El Shennawy, Patrick Tissier, Michel Proot ;
- Ont reçu leur condamnation à perpétuité pour un crime commis pendant l'exécution d'une peine : Maurice Gateaux, André Pauletto ;
- Ont été condamnés à la perpétuité lors d'une seconde infraction : Pierre-Just Marny, Marie-Claire F., Michel Proot, Lionel Cardon, Michel Sydor.

Contextes particuliers :
- Deux d'entre ont purgé une peine de prison à perpétuité ayant échappé à la peine de mort suivant son abolition en France en 1981 : André Pauletto, Jean-Luc Rivière.
- Deux condamnés à perpétuité ont obtenu une grâce présidentielle en raison de leur âge ou de la durée de la peine déjà purgée : Philippe El Shennawy, Marie-Claire F.

Caractères des crimes ayant donné lieu à leurs condamnations :
- Quatorze ont causé la mort d'un jeune enfant : Tommy Recco, André Pauletto, Pierre-Just Marny, Lucien Léger, Michel Sydor, Patrick Henry, Jean-Luc Rivière, Francis Heaulme, Didier Gentil, Lucien-Gilles de Vallière, Willy Van Coppernolle, Patrick Tissier, Philippe Siauve et Thierry El Borgi ;
- Neuf ont tué un membre de leur famille proche : Tommy Recco (parrain), Serge Le Bon (père), Casanova Agamemnon (frère), Bernard Pesquet (épouse), Michel Proot (épouse), André Pauletto (épouse, fille) Albert Millet (épouse), Michel Sydor (épouse) et Albert Pel (mère, père, épouses) ;
- Six ont tué un membre des autorités : Tommy Recco (garde pêche), Philippe Siauve et Thierry El Borgi (garde chasse), Maurice Gateaux (gardien de prison), Lionel Cardon (policier), un a été reconnu complice Georges Ibrahim Abdallah (agents de renseignement étrangers de la CIA et du Mossad) ;
- Treize sont des tueurs en série ou des tueurs multirécidivistes : Marcel Barbeault, Tommy Recco, Bernard Pesquet, Albert Pel, Albert Millet, Michel Sydor, Maurice Gateaux, André Pauletto, Michel Proot, Francis Heaulme, Patrick Tissier, Philippe Siauve et Thierry El Borgi ;
- Enfin, l'un est un bandit auteur d'un casse avec otages et rançon « terminé sans effusion de sang »[5] : Philippe El Shennawy.

## Détention en cours
À défaut de liste officielle, et en raison des différentes manières de compter la durée, cette liste se limite à présenter les cas notables de détenus de très longue durée en France rapportés par la presse,,,.
| Tommy Recco (91 ans)               | - 30 novembre 1960-7 novembre 1977 (16 ans, 11 mois et 8 jours) - 19 janvier 1980- en cours (45 ans, 6 mois et 12 jours)                                                   | Le 28 octobre 1960, Tommy Recco tue son parrain, garde de pêche, pour éviter une amende pour braconnage à Propriano. Condamné à perpétuité, il est en libération conditionnelle en 1977 pour bonne conduite. Il s'installe à Marseille. En 1979 un braquage sanglant se produit mais sans témoin. Le 18 janvier 1980, un triple meurtre dont une petite fille de 11 ans se produit. Il nie son implication mais est condamné à perpétuité avec sûreté de 18 ans. Ses demandes de libération sont refusées (la 22e, le 1er février 2022). | Centre pénitentiaire de Borgo                                                                                           |
| Marcel Barbeault (83 ans)          | 14 décembre 1976- en cours (48 ans, 7 mois et 17 jours) | Arrêté en décembre 1976 pour 8 meurtres dont 7 de femmes commis à partir de 1969. Il est dénoncé par un appel anonyme, dont le commissaire pense qu'il s'agit d'une auto dénonciation. Il est condamné à la perpétuité. Il n'a bénéficié d'aucun aménagement de peine. | Maison centrale de Saint-Maur                                                                                           |
| Lionel Cardon (67 ans)             | - 18 mars 1977-30 mai 1983 (6 ans, 2 mois et 12 jours) - 24 novembre 1983-octobre 2013 (29 ans, 11 mois et 7 jours) - 22 octobre 2015- en cours (9 ans, 9 mois et 9 jours) | Auteur d'une série de braquages entre janvier et mars 1977, accompagné de tentative de meurtre pour l'un d'entre eux. Condamné à 10 ans de réclusion criminelle, il est libéré le 30 mai 1983. Cardon tue un couple de médecins de Pessac, dans la nuit du 10 au 11 octobre 1983. Après avoir été démasqué, en téléphonant dans une cabine, il entame une cavale dans laquelle il tue un policier, dans la nuit 21 au 22 novembre. Il est arrêté le 24 novembre 1983 et condamné à la réclusion criminelle à perpétuité, assortie d'une période de sûreté de 18 ans. Placé en semi-liberté, en octobre 2012, il est libéré en octobre 2013, après 30 ans de détention. Il commet deux autres braquages, les 2 et 21 août 2015, avant d'être arrêté le 22 octobre de la même année. Condamné à 20 ans de réclusion criminelle, sa peine est réduite à 18 ans en appel ; ce qui réactive sa condamnation à perpétuité,. | Maison d'arrêt de Fresnes, Maison centrale de Saint-Maur, Maison centrale d'Arles, Centre pénitentiaire de Lannemezan,. |
| Jean-Paul Farlot (66 ans)          | 1980 - en cours | Selon Le Parisien : « Jean-Paul Farlot, condamné en 1980 à la perpétuité pour meurtre avec acte de barbarie, vit reclus dans sa cellule à La Réunion. » | Centre pénitentiaire du Port, Île de la Réunion                                                                         |
| Didier Gentil (61 ans)             | 27 juillet 1988- en cours (37 ans et 4 jours) | Auteur du viol et du meurtre de Céline Jourdan, 6 ans et demi, le 26 juillet 1988. Arrêté le lendemain des faits, il reconnaît les faits de viol, mais accuse Richard Roman du meurtre. Après quatre ans de détention, Roman est acquitté, le 17 décembre 1992, tandis que Gentil est condamné à la réclusion criminelle à perpétuité assortie d'une période de sûreté de 28 ans. En avril 1997, Gentil comparaît avec Francis Heaulme pour le meurtre de Laurent Bureau, en mai 1986, mais tous deux sont acquittés,. | Maison d'arrêt de Grenoble-Varces, Centre pénitentiaire de Marseille,.                                                  |
| Thierry El Borgi                   | 18 juillet 1989- en cours (36 ans et 13 jours) | Déserteurs de la Base aérienne 101 Toulouse-Francazal, ils violent puis tuent Isabelle Rabou, 23 ans, le 30 mai 1989. Le 13 juillet 1989, prennent en stop Noria Boussedra, 17 ans, et Luisa De Azevedo, 12 ans, à la sortie de Muret. Violent Luisa, puis étranglent et poignardent les deux filles. Le 18 juillet 1989, abattent un garde-chasse dans l'Isère. À leur procès, ils sont défendus par Éric Dupond-Moretti et condamnés à la réclusion criminelle à perpétuité assortie d'une période de sûreté de 30 ans. | Prison Saint-Michel (Toulouse) (1989).                                                                                  |
| Philippe Siauve                    | 18 juillet 1989- en cours (36 ans et 13 jours) | Déserteurs de la Base aérienne 101 Toulouse-Francazal, ils violent puis tuent Isabelle Rabou, 23 ans, le 30 mai 1989. Le 13 juillet 1989, prennent en stop Noria Boussedra, 17 ans, et Luisa De Azevedo, 12 ans, à la sortie de Muret. Violent Luisa, puis étranglent et poignardent les deux filles. Le 18 juillet 1989, abattent un garde-chasse dans l'Isère. À leur procès, ils sont défendus par Éric Dupond-Moretti et condamnés à la réclusion criminelle à perpétuité assortie d'une période de sûreté de 30 ans. | Prison Saint-Michel (Toulouse) (1989).                                                                                  |
| Lucien-Gilles de Vallière (57 ans) | 25 mars 1991- en cours (34 ans, 4 mois et 6 jours) | Le 13 mars 1986, Lucien-Gilles de Vallière, 18 ans, s'introduit dans l'appartement de Sophie Bouvier, 10 ans, et la tue par noyade alors qu'elle s'y trouve seule. Il quitte les lieux en croisant le frère de la victime, qui dressera un portrait-robot. Un rapprochement est fait avec une agression sexuelle et une tentative de meurtre commises dans les parages. Après huit autres attaques, Vallière est arrêté par hasard, le 25 mars 1991, alors qu'il se rôdait dans les rues. Condamné à la réclusion criminelle à perpétuité assortie d'une période de sûreté de 30 ans, celle-ci est ramenée à 22 ans après recours en cassation. | Centre de détention de Melun.                                                                                           |
| Francis Heaulme (66 ans)           | 7 janvier 1992- en cours (33 ans, 6 mois et 24 jours) | Marginal, alcoolique et affabulateur, il mène une vie vagabonde trouvant parfois un petit emploi de maçon. Tueur actif de 1984 à son arrestation en 1992, on lui connait 11 victimes, hommes, femmes et enfants de tous âges, dont le seul point commun est d'avoir croisé Heaulme le mauvais jour. L'enquête est difficile car Heaulme est sans domicile fixe et a sillonné la France à pied pendant plusieurs années, embrouille les enquêteurs en ne donnant ses informations que par bribes mélangeant les affaires. Arrêté grâce au travail du gendarme Jean-François Abgrall, successivement suspecté et jugé entre 1994 et 2020 dans une enquête-fleuve, il est condamné trois fois à la perpétuité dans des affaires différentes, trois fois à trente ans de prison, une fois à vingt ans, une fois à quinze ans.                                                                                             | Maison centrale d'Ensisheim                                                                                             |
| Willy Van Coppernolle (81 ans)     | 19 avril 1993- en cours (32 ans, 3 mois et 12 jours) | Entre 1965 et 1989, Willy Van Coppernolle agresse sexuellement au moins sept jeunes garçons et jeunes hommes. Après sa dernière arrestation, en 1989, il est condamné à cinq ans de prison et est libéré le 22 mars 1993. Cinq jours plus tard, Van Coppernolle enlève Abdel Dkhissi, 11 ans, sur un parking de Remoulins. Il le viole et le tue, avant de jeter son corps dans un précipice. Dans la nuit du 3 au 4 avril, il viole deux auto-stoppeurs de 15 et 16 ans. Ceux-ci donneront le modèle de voiture de leur agresseur et permettra d'arrêter Van Coppernolle, le 19 avril 1993. Condamné à la réclusion criminelle à perpétuité, assortie d'une période de sûreté de 22 ans, il est toujours incarcéré à cette date et soupçonné d'être l'auteur de certains meurtres parmi les Disparus de l'Isère,. | |
| Patrick Tissier (72 ans)           | - 3 mai 1971-15 décembre 1982 (11 ans, 7 mois et 12 jours) - Avril 1983-4 janvier 1992 (8 ans et 9 mois); 21 septembre 1993 - en cours (31 ans, 10 mois et 10 jours)       | Le 1er mai 1971, Patrick Tissier viole et tue sa compagne de l'époque Marie-François Pinson, âgée de 16 ans. Il est condamné en 1972 à 20 ans de réclusion criminelle pour cet acte. Durant sa détention, il s'évade de 1982 à 1983, période durant laquelle il commet un viol et une tentative de viol, et est condamné à dix ans d'emprisonnement pour ces faits. Il est libéré en 1992. Entre août et septembre 1993, Tissier, installé désormais à Perpignan, tue sa voisine Concetta Lema et viole son amie Marie-Josée Gauze. Le 13 septembre de la même année, il enlève, viole puis tue Karine Volckaert, âgée de 8 ans. Arrêté huit jours plus tard, il est condamné en 1998 à la réclusion criminelle à perpétuité assortie d'une période de sûreté de trente ans. Il est libérable depuis septembre 2023.                                                                                                  | Maison centrale d'Ensisheim                                                                                             |
| Michel Proot (72 ans)              | - 18 août 1980-1988 (7 ans, 11 mois et 13 jours) - 20 février 1994 - en cours (31 ans, 5 mois et 11 jours);                                                                | Le 14 août 1980, Michel Proot tue Paul Bail, 64 ans, en étranglant à l'aide d'un lacet. Le corps est retrouvé trois jours plus tard. Condamné à 20 ans de réclusion criminelle, en Belgique, il est libéré en 1988 et déménage en France. Proot tue son épouse, en octobre 1993, avant de tuer une retraitée, le 20 février 1994, qu'il voulait faire passer pour sa femme disparue. Condamné à la réclusion criminelle à perpétuité, il est incarcéré au Centre de détention de Muret, avant d'être transféré à la Centrale de Saint-Maur, à la suite d'une tentative d'évasion, en 2007. | Maison centrale de Saint-Maur                                                                                           |

α.  Intervalle entre l'interpellation ou l'arrestation (selon les données disponibles) et la levée d'écrou, éventuellement sous la forme de libération conditionnelle. Bien qu'il s'agisse d'une privation de liberté, l'internement d'office en hôpital psychiatrique n'est pas considéré dans la durée de détention de cette liste, n'étant pas lié à une condamnation judiciaire. Le cas de la rétention de sécurité ne s'est pas présenté en pratique pour cette liste en raison du caractère récent de cette mesure, qui ne s'applique qu'aux condamnations prononcées à partir de 2008.

## Anciens détenus
Cette liste concerne les prisonniers ayant purgé de très longues peines et étant sortis de détention, ou bien étant décédés pendant l'exécution de leur peine.
| Personnes rapportées comme « plus ancien condamné de France » | Personnes rapportées comme « plus ancien condamné de France » | Personnes rapportées comme « plus ancien condamné de France » | Personnes rapportées comme « plus ancien condamné de France » | Personnes rapportées comme « plus ancien condamné de France »                                                                    | Personnes rapportées comme « plus ancien condamné de France » |
| Criminel                                                      | Détention | Résumé | Prison | Issue |                                                               |
| ------------------------------------------------------------- | --- | --- | --- | --- | ------------------------------------------------------------- |
| Georges Ibrahim Abdallah(74 ans)                              | 24 octobre 1984-25 juillet 2025 (40 ans, 9 mois et 7 jours) | Membre du Front populaire de libération de la Palestine et d'autres organisations libanaises et syriennes, il est reconnu complice de l'assassinat de deux agents de renseignement américains et un israélien en 1982. Condamné à la perpétuité, il continue son engagement militant révolutionnaire en prison. Il dépose au moins 9 demandes de libération. Sa libération et expulsion vers le Liban est décidée le 17 juillet 2025. | Centre pénitentiaire de Lannemezan. | Libéré le 25 juillet 2025 |                                                               |
| Maurice Gateaux (1936-2019)                                   | 6 avril 1965-Juillet 2016 (51 ans, 3 mois et 25 jours) | En mai 1966, Maurice Gateaux a 30 ans et est condamné à 20 ans de prison pour coups mortels et vol qualifié. Le 16 mai 1967, il tue un gardien de prison avec une paire de ciseaux, et est condamné à perpétuité. Bénéficiant d'une suspension de peine pour raisons de santé, il est transféré dans un Ehpad à quelques jours de son 80e anniversaire, après avoir effectué la plus longue incarcération ininterrompue de France. | Maison centrale de Nîmes (1966), Centre pénitentiaire de Château-Thierry (- juillet 2016) | Décédé le 17 mai 2019 dans un Ehpad de Soissons                                                                                  |                                                               |
| André Pauletto (1936-2016)                                    | - 18 décembre 1960-22 décembre 1964 (4 ans et 4 jours) - 23 août 1967-13 novembre 2016 (49 ans, 2 mois et 21 jours)                                                          | En 1960, il est condamné à 4 ans pour avoir poignardé sa compagne, une prostituée marseillaise, puis en 1967 tue sa femme Lucette Baudry et est condamné à 20 ans; au cours d'une permission de sortie, il viole et tue sa fille Yvonne de 10 ans. Condamné à mort en 1981 pour le meurtre de sa fille, il échappe à l'exécution au bénéfice de la récente abolition. | Centre pénitentiaire de Caen | Mort en prison le 13 novembre 2016 à 80 ans,                                                                                     |                                                               |
| Pierre-Just Marny (1943-2011)                                 | - 1963-2 septembre 1965 (2 ans) - 8 septembre 1965-10 octobre 1965 (1 mois et 2 jours) - 19 octobre 1965-7 aout 2011 (45 ans, 9 mois et 19 jours)                            | Originaire de Martinique, surnommé « La Panthère noire », il est arrêté en 1963 pour vols, il est libéré deux ans plus tard. Il entreprend de se venger de ses complices qui ne lui ont pas donné sa part de son butin, et fait 3 morts dont un jeune enfant. Évadé, blessé par la police dans sa fuite, soutenu par la foule, il est discrètement exfiltré vers Paris. Il est détenu jusqu'en 2007 en métropole, puis transféré en Martinique où il est accueilli triomphalement par les détenus. Succède à Lucien Léger comme plus ancien détenu de France. | Unité psychiatrique de Sarreguemines, puis de Montfavet, puis transféré au Centre pénitentiaire de Ducos (Martinique)                                                                         | Mort en prison (suicide) le 7 aout 2011                                                                                          |                                                               |
| Milivoj Milosavljevic (1950-2022)                             | 18 novembre 1977-14 mars 2022 (44 ans, 3 mois et 24 jours) | En novembre 1977, Milivoj Milosavljevic agresse plusieurs femmes et tue deux d'entre-elles. Il est arrêté après qu'une jeune policière, Martine Monteil, se soit fait passer pour sa prochaine victime. Condamné à la réclusion criminelle à perpétuité, il meurt en prison, le 14 mars 2022, après 44 ans de détention,. | Maison d'arrêt de Nancy-Maxéville | Mort en prison le 14 mars 2022.                                                                                                  |                                                               |
| Serge Le Bon                                                  | 1972-2016 (44 ans) | Condamné à la perpétuité pour le meurtre de son père en 1972 à Saint-Joseph, alors qu'il a 20 ans. À son transfert à la Réunion en 2014, il avait effectué 42 ans d'une incarcération ininterrompue. | Centre de détention de Val-de-Reuil (1972-2014) ; Centre de détention du Port (2014-2016) | Libéré en 2016, |                                                               |
| L'Homme au masque de fer                                      | 1661 (selon Voltaire)-19 novembre 1703 (42 ans) | Pour référence historique, l'Homme au masque de fer fut un prisonnier de la seconde moitié du XVIIe siècle dont l'identité n'est pas connue avec certitude. Une cinquantaine d'hypothèses impliquant des complots au plus haut niveau de la Royauté ont été avancées pour expliquer son identité et la raison de son emprisonnement. | Île Sainte-Marguerite (îles de Lérins) puis Bastille | Mort en prison le 19 novembre 1703                                                                                               |                                                               |
| Lucien Léger (1937-2008)                                      | 5 juillet 1964-3 octobre 2005 (41 ans, 2 mois et 28 jours) | Le jeune garçon Luc Taron disparait le 26 mai 1964 et est retrouvé étranglé. La police reçoit 56 lettres de l'assassin surnommé « L'étrangleur » revendiquant le meurtre. Lucien Léger se présente à la police et signale la disparition de sa voiture, retrouvée par la suite maculée de sang. On retrouve à son domicile un projet de roman intitulé Journal d'un assassin. Il est condamné en 1966 à perpétuité avec peine d'épreuve de 15 ans, à l'âge de 29 ans. Certains le considèrent comme victime d'une erreur judiciaire, étant mythomane, narcissique et manipulateur, il aurait pu s'accuser du meurtre pour chercher la célébrité. | Maison d'arrêt de Versailles (1964), Centre pénitentiaire de Château-Thierry (années 1970), Centre de détention de Bapaume                                                                    | Libéré le 3 octobre 2005 à 68 ans, il habite à Landas puis à Laon et meurt à son domicile en juillet 2008.                       |                                                               |
| Michel Cardon (1951-)                                         | 29 octobre 1977-1er juin 2018 (40 ans, 7 mois et 3 jours) | Dans la nuit du 25 au 26 octobre 1977, Michel Cardon de 26 ans et un complice commettent un cambriolage au domicile de René Roullet à Amiens, plombier retraité et invalide. La victime est battue à mort pour avoir refusé de révéler la cachette de ses économies. Les deux cambrioleurs emportent divers objets pour un butin de 200 francs. Les deux accusés sont présentés comme illettrés et alcooliques, mais sans anomalie mentale, et vivaient de la vente de vieux cartons et de ferraille. Michel Cardon risque alors la peine de mort, deux ans avant son abolition en France. Durant son emprisonnement, Michel Cardon n'aurait reçu aucune visite, et sa demande de libération conditionnelle a été effectuée par un avocat ayant entendu parler de lui dans la presse en 2016. Il a été considéré plus ancien détenu parmi ceux condamnés pour un seul fait. | Centre de détention de Bapaume | En libération conditionnelle au 1er juin 2018 à 67 ans, hébergé au Centre d'hébergement et de réinsertion sociale du Val-d'Oise. |                                                               |
| Albert Pel (1849-1924)                                        | 17 juillet 1884-9 juin 1924 (39 ans, 10 mois et 23 jours) | Le 13 juillet 1884, Élise Boehmer disparaît, après être tombée malade dans les jours précédents. Durant la nuit, Pel masque les fenêtres avec des étoffes noires et des tapis. Par ailleurs, une odeur épouvantable vient de la cuisine, alors que Pel alimente de grands feux dans un four. Quatre autres personnes de son entourage sont mortes dans des conditions douteuses, entre 1872 et 1880. Condamné à la peine de mort, sa peine est commuée en travaux forcés à perpétuité après recours en cassation. Il est mort le 9 juin 1924, au Bagne de Cayenne. | Bagne de Cayenne | Mort au Bagne de Cayenne, le 9 juin 1924.                                                                                        |                                                               |
| Jean-Luc Rivière (1956-)                                      | 6 février 1978-24 octobre 2014 (36 ans, 8 mois et 18 jours) | Jean-Luc Rivière qui a 21 ans, est arrêté le 6 février 1978 pour le meurtre d'Irène Sobon, 36 ans, et sa fille Sandrine de 5 ans, à Méricourt. Le butin du meurtre est le porte-monnaie de la victime avec 150 francs ainsi que quatre paquets de cigarettes. Il a déjà été condamné pour proxénétisme et est décrit comme fou. Condamné à mort, sa peine est commuée à l'abolition en prison à perpétuité avec peine de sûreté de 15 ans. Devenu fou en prison, diagnostiqué psychotique et suicidaire en raison de son enfermement, il fait condamner la France à la CEDH en 2006 pour ne pas protéger sa santé mentale. Il refuse un transfert au Centre pénitentiaire de Château-Thierry spécialisé en psychiatrie. Marié en 1990, libérable en juillet 1991 pour bon parcours, transféré à La Réunion en mai 1992 pour son projet de réinsertion, il ne sort pas et finit par divorcer. Il est placé en régime de semi-liberté en 2013 puis sort de prison le 24 octobre 2014. | Maison centrale de Riom, Centre pénitentiaire de Saint-Denis (1992-1999), Centre pénitentiaire de Fresnes (1999-2001), Centre de détention de Val-de-Reuil (2001-)                            | Sortie de prison rapportée par la presse datée du 24 octobre 2014                                                                |                                                               |
| Casanova Agamemnon (1950-)                                    | - 10 mai 1969-5 mai 1985 (15 ans, 11 mois et 25 jours) - 18 mai 1986-1er juillet 2019 (33 ans, 1 mois et 13 jours)                                                           | Le 4 mai 1969, Casanova Agamemnon âgé de 19 ans poignarde son patron à Saint-Denis de la Réunion pour une dispute à propos d'un vol. Il est condamné à perpétuité le 16 octobre 1970, échappant à la peine de mort étant mineur (la majorité est à 21 ans à l'époque). Il s'évade en octobre 1971 et est repris une semaine plus tard. Il est transféré dans différents quartiers de haute sécurité en métropole. Il est en libération conditionnelle en mai 1985. Le 26 février 1986, il blesse sa compagne par balle, tue son propre frère pour une dispute sur l'héritage parental, et est accusé de violer une femme. Acquitté du viol et de la tentative de meurtre (classé accident), il est condamné à 10 ans pour le meurtre de son frère, annulant ainsi sa libération conditionnelle et reprenant le cours de sa précédente condamnation à perpétuité. Il dépose 18 demandes de libération (refusées) depuis 1991, et se marie en 2017 (en prison). Il est transféré à la Réunion le même jour que Serge Le Bon en 2014. Il avait à cette date accumulé plus d'années d'incarcérations que ce dernier, mais les a effectuées en deux séjours distincts. | Centre de détention de Val-de-Reuil puis Centre pénitentiaire de Saint-Denis | En libération conditionnelle au 1er juillet 2019, sous bracelet électronique pendant 1 an puis sous contrôle judiciaire.         |                                                               |
| Marie-Claire F. (1944-)                                       | 1973-1980 ; 1985-2018 (40 ans) | Incarcérée en Guadeloupe pendant 7 ans à partir de 1973. Cinq ans après sa sortie, elle est incarcérée pour meurtre et est transférée à Rennes, seul établissement féminin adapté aux longues peines. Elle est transférée en 1997 dans l'unité psychiatrique du Centre hospitalier Guillaume-Régnier et est maintenue sous stricte surveillance en raison de son statut de prisonnière. Après des lettres sans réponse à François Hollande en 2015, son avocate décide de rendre publique une demande de grâce à Emmanuel Macron, en 2018, effectuée à l'âge de 74 ans. La demande a pour objet de d'obtenir des droits équivalents aux autres internés en psychiatrie, qui ont droit à des sorties à la mer et au marché, à communiquer par téléphone, et à recevoir des soins de médecins extérieurs à l'hôpital. Emmanuel Macron pour sa première grâce présidentielle, commue la perpétuité en peine de 20 ans,. | Guadeloupe (1973-1980) ; Centre pénitentiaire pour femmes de Rennes (1985-1997) ; Centre hospitalier Guillaume-Régnier (1997-2018)                                                            | Bénéficie d'une grâce présidentielle en 2018 ; en soins psychiatriques sans consentement au Centre hospitalier Guillaume-Régnier |                                                               |
| Bernard Pesquet (1922-2009)                                   | - 25 août 1941-12 octobre 1961 (20 ans, 1 mois et 17 jours) - 30 juillet 1976-10 mai 2009 (32 ans, 9 mois et 10 jours)                                                       | Le 22 août 1941, Bernard Pesquet tue son ami, avec qui il entretient des relations homosexuelles. Condamné aux travaux forcés à perpétuité, il est libéré le 12 octobre 1961, après 20 ans de détention. Il commet cinq autres assassinats entre novembre 1974 et juillet 1976. Condamné à la réclusion criminelle à perpétuité, il est mort à la maison d’arrêt de Fresnes, le 10 mai 2009. | Centre pénitentiaire de Fresnes | Mort en prison, le 10 mai 2009.                                                                                                  |                                                               |
| Patrick Henry (1953-2017)                                     | - 17 février 1976-15 mai 2001 (25 ans, 2 mois et 28 jours) - 6 octobre 2002-15 septembre 2017 (14 ans, 11 mois et 9 jours)                                                   | Le 30 janvier 1976, Patrick Henry enlève le jeune Philippe Bertrand, 7 ans et réclame une rançon, et tue l'otage. La France a peur. Détenu le plus célèbre de France, son procès a été celui de la peine de mort. Condamné à perpétuité et déclarant aux jurés « vous n'aurez pas à le regretter », il purge 25 ans pendant lesquels il fait des études d'informatique. Il est libéré le 15 mai 2001 et travaille dans une imprimerie. Condamné en premier à une amende pour vol à l'étalage commis le 26 juin 2002, il est arrêté le 6 octobre 2002 en Espagne en possession de 10 kg de cannabis, condamné à 4 ans de prison en Espagne puis extradé en France où il reprend sa condamnation à perpétuité. Appelé « plus ancien détenu de France » en 2017. | Centre pénitentiaire de Caen (-2001) « pendant vingt ans », ; Centro Penitenciario de Valdemoro (Espagne, 2002) ; Maison centrale de Saint-Maur (2011) ; Centre de détention de Melun (2012-) | Transféré à l'hôpital le 15 septembre 2017 à 64 ans, il y meurt 78 jours plus tard.                                              |                                                               |
| Philippe El Shennawy (1954-)                                  | - Septembre 1975-15 mars 1991 (15 ans et 6 mois) - Novembre 1991-24 janvier 2014 (22 ans et 2 mois)                                                                          | Arrêté à l'âge de 20 ans pour le braquage d'une banque, il est condamné à perpétuité, peine réduite à 20 ans. Libéré, il est sous le coup d'une interdiction de séjour à Paris, mais s'y rend pour visiter son fils, et est condamné de nouveau à 15 ans. | 26 prisons différentes | Bénéficie d'une grâce présidentielle, en liberté conditionnelle le 24 janvier 2014, sous bracelet électronique pendant 2 ans     |                                                               |
| Albert Millet (1929-2007)                                     | - 5 avril 1954-10 juillet 1973 (19 ans, 3 mois et 6 jours) - 13 juin 1979-Décembre 2001 (22 ans, 6 mois et 18 jours) - 18 février 2002-Août 2007 (5 ans, 6 mois et 13 jours) | Le 3 avril 1954, Albert Millet tue une femme à Hyères, après avoir tenté de tuer son amoureuse. Condamné à mort, sa peine est commuée en travaux forcés à perpétuité, avant d'être de nouveau commuée, à 20 ans de réclusion criminelle, en 1968. Libéré le 10 juillet 1973, il tue son épouse, dans la nuit du 12 au 13 juin 1979, alors que celle-ci souhaite le quitter. Condamné à la réclusion criminelle à perpétuité, sa peine est réduite à 25 ans de réclusion criminelle. Libéré en décembre 2001, il agresse violemment sa compagne, le 18 février 2002, à Nice. Condamné à 7 ans de prison, il est libéré en août 2007 et retourne s'installer à Hyères. Il tente de tuer sa compagne et tue un ami, au cours d'une soirée alcoolisée, avant de se suicider. | Centre pénitentiaire de Marseille | |                                                               |
| Michel Sydor (1929-2014)                                      | - 1950-1955 (5 ans) - 23 décembre 1961-1978 (16 ans, 7 mois et 8 jours) - 26 juillet 1993-1er novembre 2014 (21 ans, 3 mois et 6 jours)                                      | Vers 1950, Sydor tue une prostituée à la suite d'un différend. Condamné à 5 ans de travaux forcés, il est libéré avant d'assassiner son épouse, en décembre 1961, alors que celle-ci souhaite le quitter. Condamné à la réclusion criminelle à perpétuité sa peine est réduite à 20 ans de réclusion criminelle, en 1972. Libéré en 1978, il viole et tue Jessica Blanc, 7 ans, le 25 juillet 1993 à Vacheresse. Condamné à la réclusion criminelle à perpétuité assortie d'une période de sûreté de 30 ans, Sydor meurt à la Maison centrale d'Ensisheim, le 1er novembre 2014. | Maison centrale d'Ensisheim | |                                                               |

## Comparaison avec d'autres pays
Le plus long détenu d'Australie serait Charles Foussard, détenu de 1903 à 1974 pour avoir tué un vieil homme et volé ses bottes, mort en prison après 70 ans et 303 jours de détention.
Le plus long détenu aux États-Unis serait Francis Clifford Smith, né le 1er septembre 1924, emprisonné le 7 juin 1950 pour meurtre d'un gardien de nuit, libéré en septembre 2020 après plus de 70 ans de détention, à l'âge de 97 ans.
En Allemagne, Hans-Georg Neumann (en) est emprisonné pour meurtre de 1962 à sa mort en 2022.
La plus longue détention du Royaume-Uni est celle du tueur en série britannique John Straffen (en), détenu pendant 55 ans pour trois meurtres (le dernier, une petite fille de 5 ans, a été commis pendant une évasion de quelques heures de l'hôpital psychiatrique où il était interné).